# Central Uruguay Railway Cricket Club
Central Uruguay Railway Cricket Club var en cricket-, rugby- och fotbollsklubb från Montevideo, Uruguay. Klubben grundades 28 september 1891 av järnvägsarbetare för Central Uruguay Railway, och upplöstes 22 januari 1915. Man spelade sina hemmamatcher på arenan Villa Peñarol - fotbollslaget spelade i tolv säsonger under Primera División, innan laget slog sig ur och bildade ett eget lag med namnet Club Atlético Peñarol.

## Historia
Klubben grundades som en cricketklubb av brittiska järnvägsingenjörer som arbetade för Central Uruguay Railway. Rugby och fotboll kom att läggas till som sportaktiviteter för klubben. 1912 skapades en kommitté för att se över verksamheten i klubben. Man ville flytta över det ekonomiska och administrativa ansvaret över klubben från företaget Central Uruguay Railway till klubbens medlemmar. Enbart spelare som arbetade för företaget fick rösta om vilka ändringar som skulle ske. Fotbollsavdelningen i CURCC slog sig ur den 13 december 1913 och bildade CURCC Peñarol. 12 mars 1914 bytte klubben namn till Club Atlético Peñarol. CURCC fortsatte sin sportverksamhet, men fokuserade sig enbart på cricket innan laget löstes upp den 22 januari 1915.

## Meriter

### Fotboll
| Säsong (position)         | S   | V   | O  | F  | GM  | IM | MS   | P   |
| ------------------------- | --- | --- | -- | -- | --- | -- | ---- | --- |
| Primera División 1900 (1) | 6   | 6   | 0  | 0  | 36  | 2  | +34  | 12  |
| Primera División 1901 (1) | 8   | 7   | 1  | 0  | 30  | 4  | +26  | 15  |
| Primera División 1902 (2) | 10  | 8   | 0  | 2  | 34  | 7  | +27  | 16  |
| Primera División 1903 (2) | 12  | 10  | 2  | 0  | 52  | 3  | +49  | 22  |
| Primera División 1905 (1) | 8   | 8   | 0  | 0  | 21  | 0  | +21  | 16  |
| Primera División 1906 (2) | 10  | 7   | 0  | 3  | 18  | 8  | +10  | 14  |
| Primera División 1907 (1) | 10  | 7   | 3  | 0  | 29  | 8  | +21  | 17  |
| Primera División 1908 (7) | 17  | 7   | 2  | 8  | 20  | 6  | +14  | 16  |
| Primera División 1909 (2) | 20  | 15  | 4  | 1  | 34  | 16 | +18  | 34  |
| Primera División 1910 (2) | 16  | 10  | 4  | 2  | 32  | 12 | +20  | 24  |
| Primera División 1911 (1) | 14  | 12  | 1  | 1  | 29  | 9  | +20  | 25  |
| Primera División 1912 (2) | 14  | 8   | 3  | 3  | 21  | 13 | +8   | 19  |
| Totalt i Primera División | 145 | 105 | 20 | 20 | 356 | 88 | +268 | 230 |

Nationella turneringar

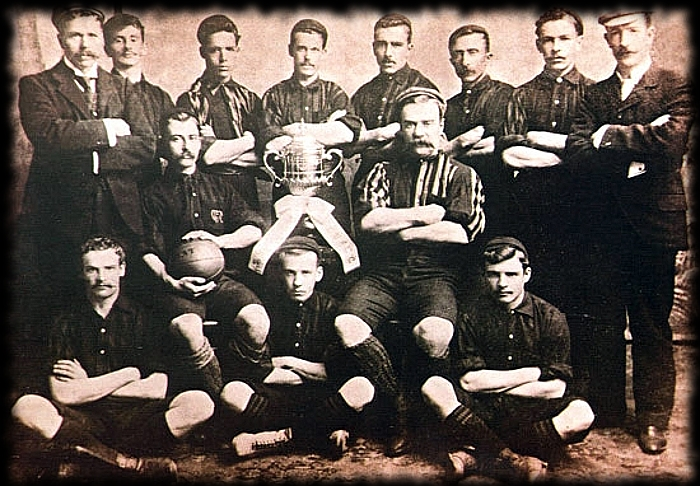
CURCC-spelare efter vinsten av Primera División 1900.

- Ligamästare; (5): 1900, 1901, 1905, 1907, 1911
- Copa Competencia; (7): 1901, 1902, 1904, 1905, 1907, 1909, 1910
- Copa de Honor; (3): 1907, 1909, 1911

Internationella turneringar
- Copa de Honor Cousenier; (2): 1909, 1911

### Cricket och rugby
Det finns idag väldigt lite kunskap och få officiella dokument som kan styrka CURCC:s meriter i cricket och rugby. Man vet att cricketlagen vann minst tre nationella mästerskap och att man hade spelare i truppen som även spelade i fotbollslaget.

## Klubbfärgerna

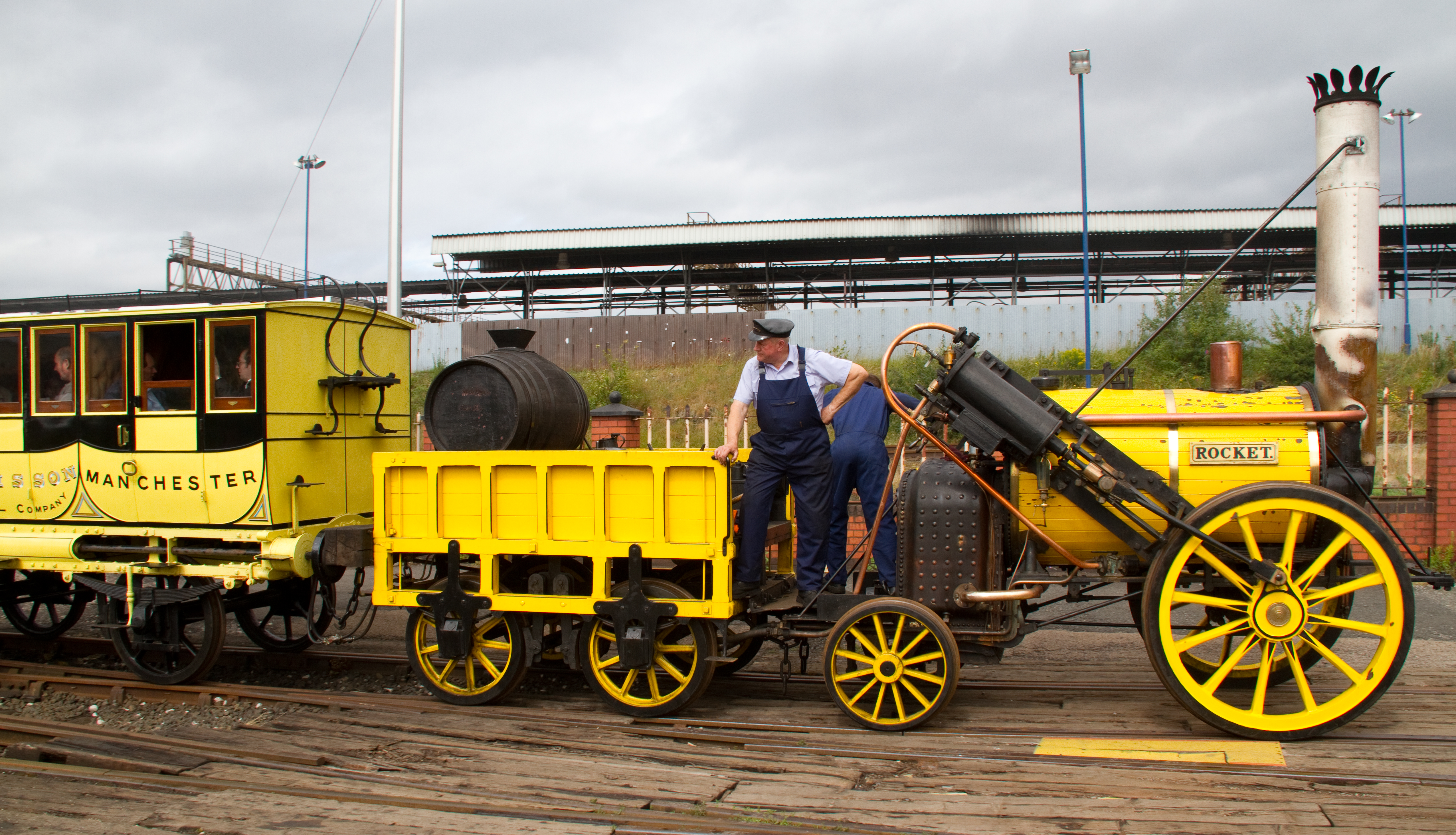
Rocket (1829) Replika.

Klubbens färger är inspirerade från George Stephenson ånglok Rocket från 1829, med dess distinkta gula färg.
| 1891–1896 | 1896–1903 · 1906–1909 | 1904–1905 | 1911–1913 |

### Fotnoter
1. 1 2  ”Classic football clubs – Peñarol”. Fifa.com. Arkiverad från originalet den 30 januari 2009. https://web.archive.org/web/20090130074038/http://www.fifa.com/classicfootball/clubs/club%3D1882532/index.html. Läst 6 december 2012.
2. ↑  ”110 Años del Club Atlético Peñarol” (på spanska). Correo.com.uy. Arkiverad från originalet den 29 december 2010. https://web.archive.org/web/20101229095809/http://correo.com.uy/index.asp?codpag=detProd&smen=filatelia&idp=648&s=1. Läst 6 december 2012.

### Webbkällor
- Abbink, Dinant; Tabeira, Martín. ”Uruguay - List of Final Tables 1900-2000” (på engelska). RSSSF. Arkiverad från originalet den 25 januari 2010. https://web.archive.org/web/20100125015311/http://www.rsssf.com/tablesu/uruhist.html. Läst 6 december 2012.
- Javier de Léon Caballero, Edgardo; Arias Zunino, Walter. ”1900 season” (på en, de, es och fr). IFFHS. http://www.iffhs.de/?42a06fe3803e23c0ba7615caf2c17e33e10f72017f7370eff3702bb0a35bb6d28fb3c0ce52d00e07. Läst 6 december 2012.